# Comunità montana Valli Aveto, Graveglia e Sturla
La Comunità montana Valli Aveto, Graveglia e Sturla era un comprensorio montano della Liguria, in provincia di Genova, formato dai comuni di: Borzonasca, Mezzanego, Ne, Rezzoaglio e Santo Stefano d'Aveto.
Per disposizioni collegate alla legge finanziaria 2011 la comunità montana, così come tutte le altre della Liguria, è stata soppressa con la Legge Regionale n° 23 del 29 dicembre 2010 e in vigore dal 1º maggio 2011.
L'ente locale aveva sede a Borzonasca e l'ultimo presidente, eletto nel 2009, era Marco Bertani.
Il territorio della comunità era compreso tra i comuni della val d'Aveto (Rezzoaglio e Santo Stefano d'Aveto), val Graveglia (Ne) e valle Sturla (Borzonasca e Mezzanego).

## Storia
L'ente era stato istituito dopo le approvazioni delle leggi regionali n° 15 e 27 del 1973, emanate dalla Regione Liguria dopo l'istituzione ufficiale delle Comunità montane con la legge n° 1102 del 3 dicembre 1971.
Con le nuove disposizioni della Legge Regionale n° 6 del 1978 la comunità montana assumeva, direttamente dalla regione, le funzioni amministrative in materia di agricoltura, sviluppo rurale, foreste e antincendio boschivo.
Con la disciplina di riordino delle comunità montane, regolamentate con la Legge Regionale n° 24 del 4 luglio 2008 e in vigore dal 1º gennaio 2009, la comunità era delegante per i quattro comuni dell'ex Comunità montana Val Petronio quali Casarza Ligure, Castiglione Chiavarese, Moneglia e Sestri Levante alle funzioni amministrative in materia di agricoltura, sviluppo rurale, foreste e antincendio boschivo.
Dal 1º maggio 2011 l'ente montano è stato soppresso con il trasferimento delle deleghe in materia nuovamente alla Regione e ai comuni interessati. A tal proposito Giuseppino Maschio (sindaco di Borzonasca) ha proposto nei primi giorni di maggio, attraverso gli organi di stampa, l'istituzione di una Unione di comuni che raggruppi i comuni già facenti parte dell'ex ente montano. La proposta è ancora al vaglio delle singole amministrazioni locali.